# Långtjärnen (Edefors socken, Norrbotten, 735786-172565)
Långtjärnen är en sjö i Bodens kommun i Norrbotten och ingår i Luleälvens huvudavrinningsområde. Sjöns area är 0,02 kvadratkilometer och den befinner sig 65 meter över havet.